# Jena Malone
Jena Malone (Sparks, 21 novembre 1984) è un'attrice statunitense.

## Biografia
Cresciuta in riva al lago Tahoe, località in cui è vissuta fino all'età di dieci anni, ha iniziato a interessarsi alla recitazione dopo aver visto la madre attiva in un teatro di comunità. Per un breve periodo si è trasferita a Las Vegas ma, odiando questa città, ha persuaso la madre a trasferirsi a Los Angeles, in California. Debuttando in video musicali e pubblicitari, ha poi ottenuto il ruolo della protagonista da giovane in  Contact con Jodie Foster per poi interpretare la ragazzina ribelle in Nemiche amiche con Julia Roberts e Susan Sarandon e la figlia di Kelly Preston in Gioco d'amore.
Ha poi recitato ne L'ultimo sogno con Kevin Kline, Kristin Scott Thomas e Hayden Christensen, ma il ruolo che l'ha resa popolare è stato quello nel film culto Donnie Darko. Ha poi preso parte al film Into the Wild - Nelle terre selvagge e al thriller Rovine. Da questo momento i ruoli diventano più importanti, includendo diverse partecipazioni a produzioni hollywoodiane. Nel 1997 viene nominata per un Golden Globe per la miglior attrice protagonista in un film per la TV, per il ruolo in Hope.
Dopo diversi anni passati a ricevere un'istruzione da casa, ha frequentato per un breve periodo la Professional Children's School di New York. Nel gennaio del 2000 Jena Malone ha vinto la causa di emancipazione legale nei confronti della madre, a cui è stato intimato di non interferire con la carriera e i guadagni della figlia. Jena Malone è stata coproduttrice di American Girl (2002), una commedia adolescenziale che ha anche interpretato. Avrebbe dovuto prendere parte al film Vinyl, ma è stata costretta a ritirarsi a causa di incompatibilità con altri progetti; è stata sostituita da Michelle Trachtenberg.
Nel 2005 ha fatto parte del cast del film Orgoglio e pregiudizio, in cui ha interpretato il ruolo di Lydia Bennet, mentre nel 2013 recita in Hunger Games - La ragazza di fuoco nel ruolo di Johanna Mason, personaggio che interpreterà anche nel sequel del 2014 Hunger Games - Il canto della rivolta - Parte 1 e in quello del 2015 Hunger Games - Il canto della rivolta - Parte 2. Nel 2014 è nel cast di Vizio di forma di Paul Thomas Anderson. Nel 2016 prende parte al film Batman v Superman: Dawn of Justice nella parte di Jenet Klyburn, ma le scene in cui compare vengono eliminate in fase di montaggio; verranno inserite nella Ultimate Edition del film. Nello stesso anno partecipa anche a The Neon Demon di Nicolas Winding Refn.

## Vita privata
Dalla relazione con il fotografo Ethan DeLorenzo è nato un figlio.

## Filmografia

### Cinema
- Bastard Out of Carolina, regia di Anjelica Huston (1996)
- Contact, regia di Robert Zemeckis (1997)
- Nemiche amiche (Stepmom), regia di Chris Columbus (1998)
- The Book of Stars, regia di Michael Miner (1999)
- Gioco d'amore (For Love of the Game), regia di Sam Raimi (1999)
- Donnie Darko, regia di Richard Kelly (2001)
- L'ultimo sogno (Life as a House), regia di Irwin Winkler (2001)
- The Dangerous Lives of Altar Boys, regia di Peter Care (2002)
- The Badge - Inchiesta scandalo (The Badge), regia di Robby Henson (2002)
- American Girl, regia di Jordan Brady (2002)
- Il delitto Fitzgerald (The United States of Leland), regia di Matthew Ryan Hoge (2003)
- Ritorno a Cold Mountain (Cold Mountain), regia di Anthony Minghella (2003)
- Saved!, regia di Brian Dannelly (2004)
- Corn, regia di Dave Silver (2004)
- La storia di Jack & Rose (The Ballad of Jack and Rose), regia di Rebecca Miller (2005)
- Orgoglio e pregiudizio (Pride & Prejudice), regia di Joe Wright (2005)
- Lying, regia di M. Blash (2006)
- Four Last Songs, regia di Francesca Joseph (2007)
- American Sunshine (The Go-Getter), regia di Martin Hynes (2007)
- Hola to the World, regia di Esperanza Hill - cortometraggio (2007)
- Into the Wild - Nelle terre selvagge (Into the Wild), regia di Sean Penn (2007)
- Rovine (The Ruins), regia di Carter Smith (2008)
- Oltre le regole - The Messenger (The Messenger), regia di Oren Moverman (2009)
- Il solista (The Soloist), regia di Joe Wright (2009)
- Five Star Day, regia di Danny Buday (2010)
- Rachel, regia di Leonardo Guerra Seràgnoli - cortometraggio (2010)
- Sucker Punch, regia di Zack Snyder (2011)
- For Ellen, regia di So Yong Kim (2012)
- In Our Nature, regia di Brian Savelson (2012)
- The Wait, regia di M. Blash (2013)
- Hunger Games - La ragazza di fuoco (The Hunger Games: Catching Fire), regia di Francis Lawrence (2013)
- 10 Cent Pistol, regia di Michael C. Martin (2014)
- Gli invisibili (Time Out of Mind), regia di Oren Moverman (2014)
- Vizio di forma (Inherent Vice), regia di Paul Thomas Anderson (2014)
- Hunger Games - Il canto della rivolta - Parte 1 (The Hunger Games: Mockingjay - Part 1), regia di Francis Lawrence (2014)
- Memory 2.0, regia di Dugan O'Neal - cortometraggio (2014)
- Angelica, regia di Mitchell Lichtenstein (2015)
- The Rusted, regia di Kat Candler - cortometraggio (2015)
- Hunger Games - Il canto della rivolta - Parte 2 (The Hunger Games: Mockingjay - Part 2), regia di Francis Lawrence (2015)
- Lovesong, regia di So Yong Kim (2016)
- Batman v Superman: Dawn of Justice, regia di Zack Snyder (2016)
- The Neon Demon, regia di Nicolas Winding Refn (2016)
- Animali notturni (Nocturnal Animals), regia di Tom Ford (2016)
- Bottom of the World, regia di Richard Sears (2017)
- The Public, regia di Emilio Estevez (2018)
- Antebellum, regia di Gerard Bush e Christopher Renz (2020)
- Lorelei, regia di Sabrina Doyle (2020)
- Stardust - David prima di Bowie (Stardust), regia di Gabriel Range (2020)
- Porcupine, regia di M. Cahill (2021)
- Rebel Moon - Parte 1: Figlia del fuoco (Rebel Moon - Part One: A Child of Fire), regia di Zack Snyder (2023)
- Love Lies Bleeding, regia di Rose Glass (2024)
- Horizon: An American Saga - Capitolo 1 (Horizon: An American Saga - Chapter 1), regia di Kevin Costner (2024)

### Televisione
- L'orgoglio di un padre (Hidden in America), regia di Martin Bell – film TV (1996)
- Hope, regia di Goldie Hawn – film TV (1997)
- Ellen Foster, regia di John Erman – film TV (1997)
- Truffa al liceo, regia di John Stockwell – film TV (2000)
- The Ballad of Lucy Whipple, regia di Jeremy Kagan – film TV (2001)
- Il giovane Hitler (Hitler: The Rise of Evil), regia di Christian Duguay – film TV (2003)
- Law & Order - I due volti della giustizia (Law & Order) – serie TV, episodio 19x03 (2008)
- Hatfields & McCoys, regia di Kevin Reynolds – miniserie TV (2012)
- Too Old to Die Young – serie TV, 6 episodi (2019)
- Golia (Goliath) – serie TV, 8 episodi (2021)

## Doppiatrici italiane
Nelle versioni in italiano delle opere in cui ha recitato, Jena Malone è stata doppiata da:
- Domitilla D'Amico in Gioco d'amore, The Dangerous Lives of Altar Boys, Rovine, Oltre le regole - The Messenger, Hunger Games - La ragazza di fuoco, Hunger Games - Il canto della rivolta - Parte 1, Hunger Games - Il canto della rivolta - Parte 2, Antebellum
- Myriam Catania in L'ultimo sogno, Ritorno a Cold Mountain, Il giovane Hitler, Vizio di forma
- Alessia Amendola in Donnie Darko, Sucker Punch, Gli invisibili
- Gemma Donati in Nemiche amiche, Too Old to Die Young
- Chiara Gioncardi in Into the Wild - Nelle terre selvagge, Animali notturni
- Perla Liberatori in Saved!, Orgoglio e pregiudizio
- Azzurra Antonacci in Contact
- Valentina Mari in The Badge - Inchiesta scandalo
- Letizia Scifoni in Il delitto Fitzgerald
- Claudia Padula in American Sunshine
- Antilena Nicolizas in Batman V Superman: Dawn of Justice
- Gea Riva in The Neon Demon
- Letizia Ciampa in Golia
- Eleonora Reti in Stardust - David prima di Bowie
- Ughetta D'Onorascenzo in Rebel Moon - Parte 1: Figlia del fuoco
- Elena Perino in Horizon: An American Saga - Capitolo 1
- Mariagrazia Cerullo in Love Lies Bleeding

## Riconoscimenti
- Golden Globe
  - 1998 – Candidatura alla miglior attrice in una mini-serie o film per la televisione per Hope
- Independent Spirit Award
  - 1997 – Candidatura alla miglior performance di debutto per Bastard Out of Carolina
- SAG Award
  - 1997 – Candidatura alla miglior attrice in una mini-serie o film per la televisione per Bastard Out of Carolina
- Saturn Award
  - 1998 – Miglior attore emergente per Contact
- Young Actress Award
  - 1997 – Miglior attrice in un film per Bastard Out of Carolina